# Hélio Oiticica
Pour les articles homonymes, voir Oiticica.
Hélio Oiticica, né à Rio de Janeiro (Brésil) le 26 juillet 1937 et mort dans cette ville le 22 mars 1980, est un artiste plasticien et théoricien brésilien, à la fois sculpteur, peintre, performeur, cinéaste et écrivain.
Il est connu pour sa participation au mouvement néoconcrétisme (pt), pour son utilisation novatrice de la couleur et pour ce qu'il a appelé plus tard "l'art de l'environnement" (en français : « l'art de l'environnement »), qui comprenait les Parangolés (pt) et les Penetrables. À la fin des années 1960, Oiticica a fondé le mouvement Tropicália (ou tropicalisme).

## Biographie
Hélio Oiticica est fils de l'entomologiste, photographe et peintre José Oiticica Filho, lui-même fils de l'anarchiste et poète José Oiticica qui avait appelé à la grève insurrectionnelle en 1918 et a été déporté pour cela. Tout comme son grand-père, Hélio Oiticica va d'ailleurs œuvrer pour les déshérités.
Hélio Oiticica étudie la peinture dès 1963 auprès d'Ivan Serpa (en) à l'école des Beaux-Arts de Rio de Janeiro. Il rejoint l'école de samba de Mangueira en 1964.

## Sélection d'œuvres

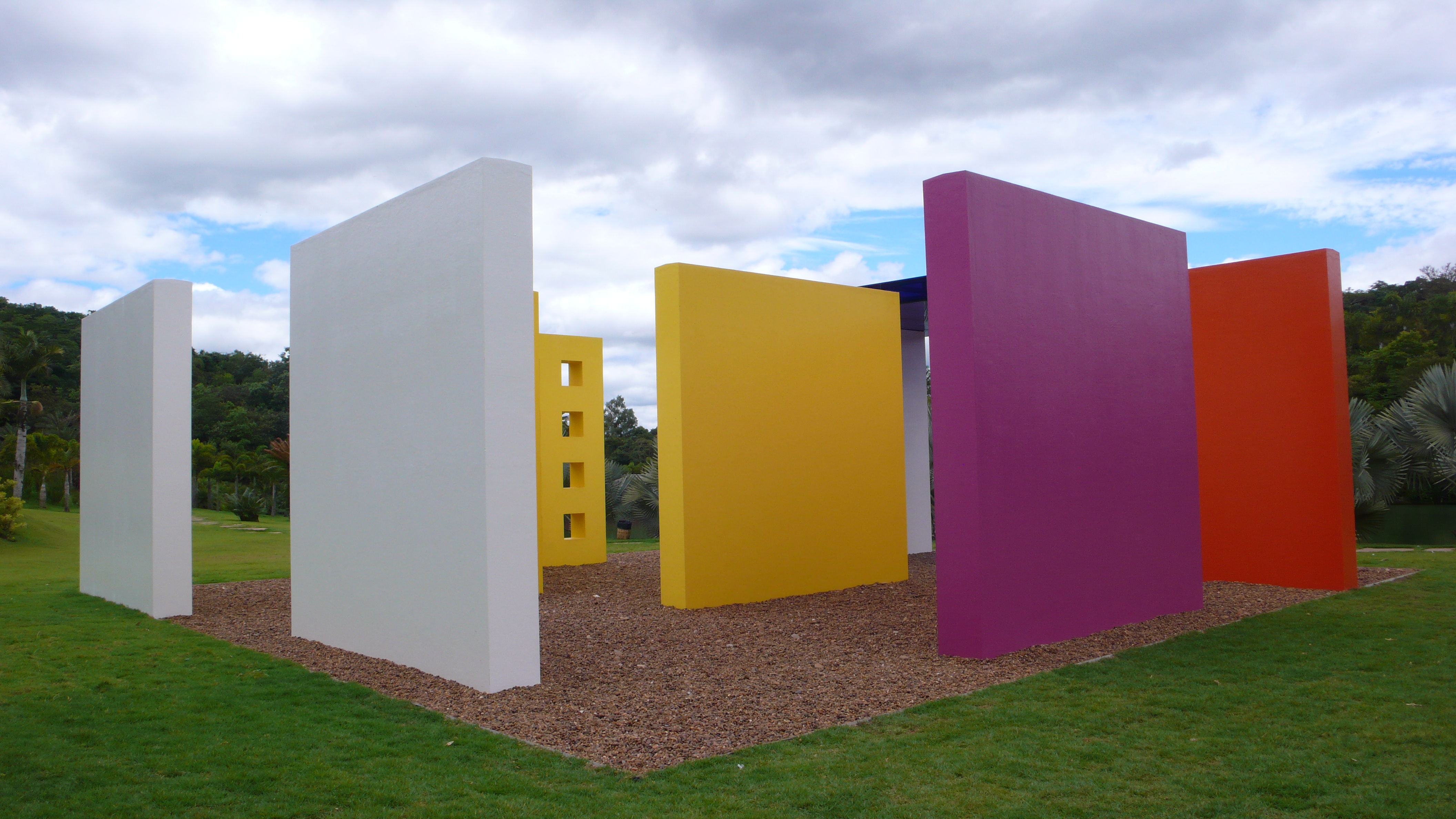
Hélio Oiticica, à l'Institut Inhotim
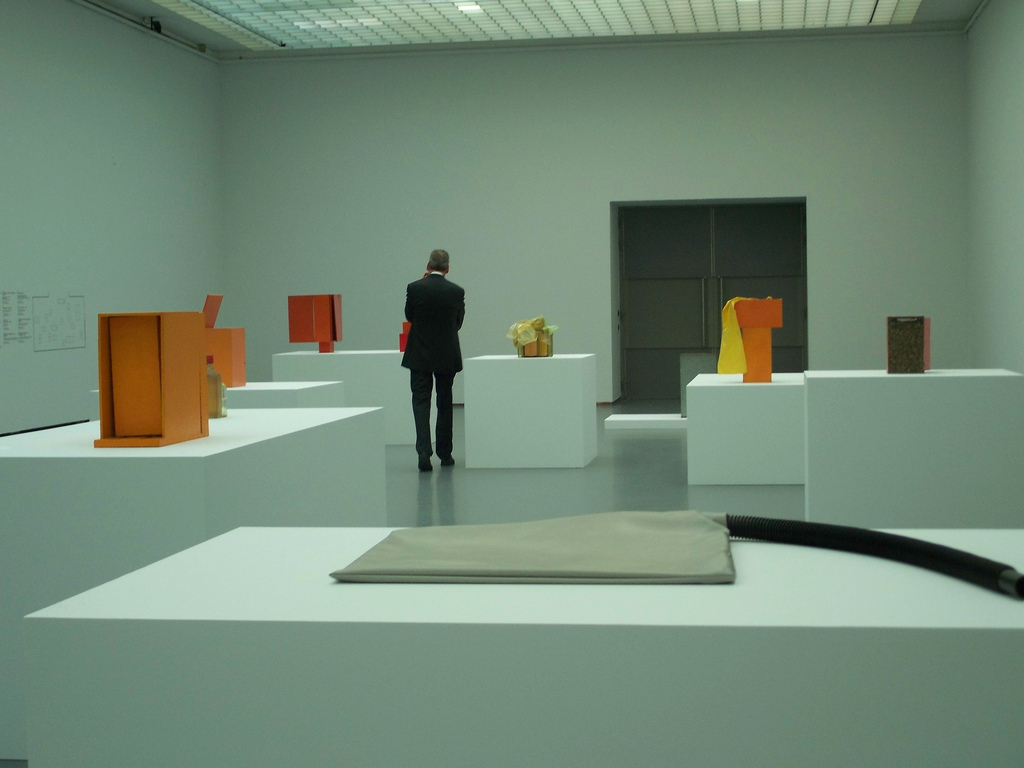
Hélio Oiticica, Bólides
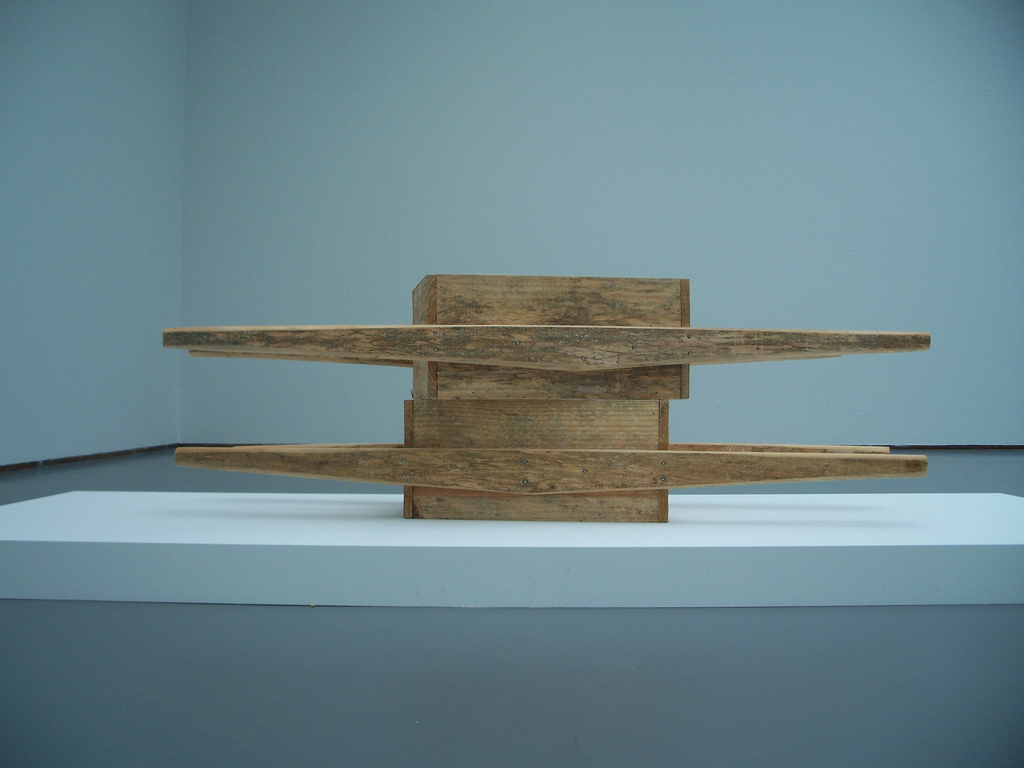
Hélio Oiticica, Bólides
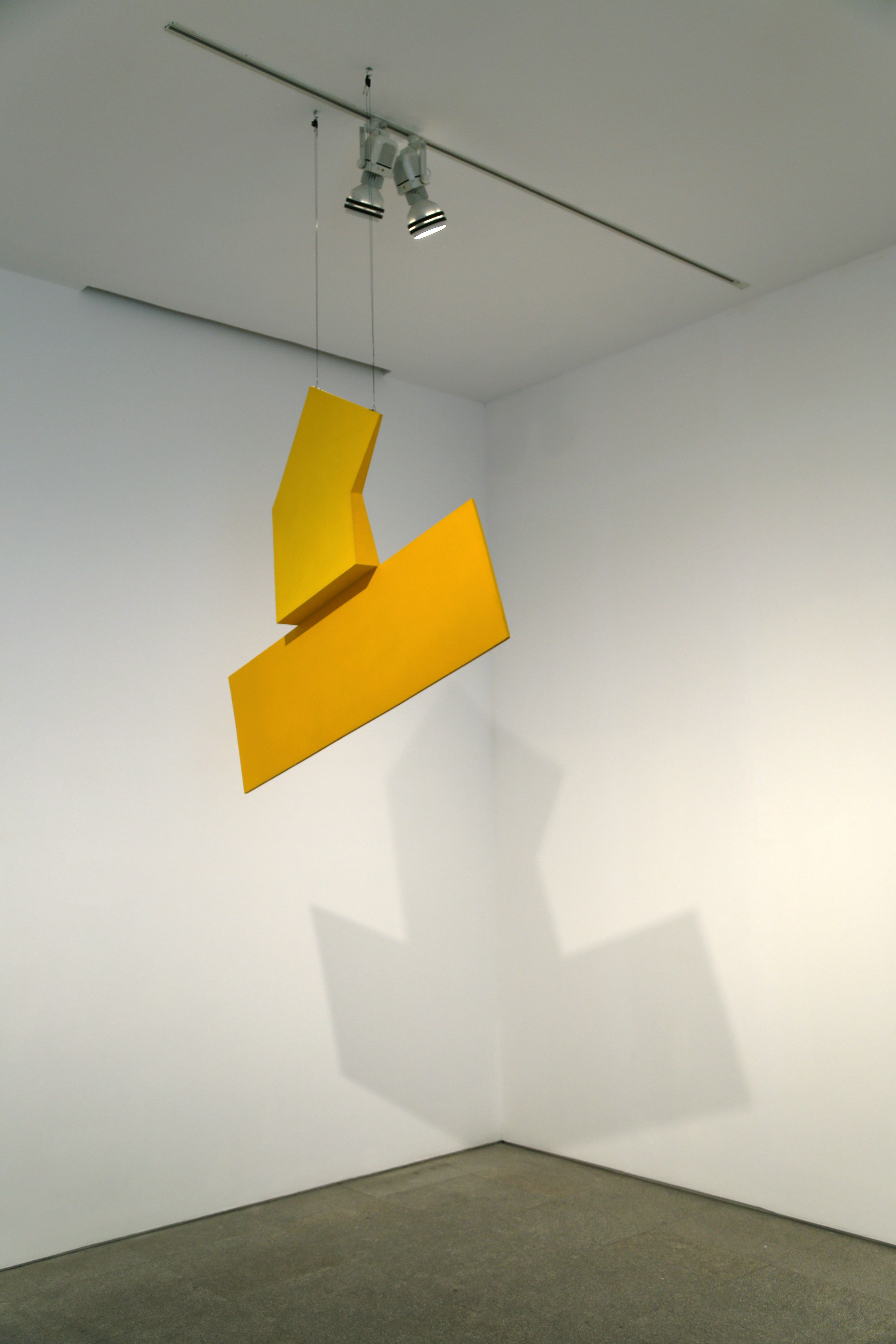
Au Musée Reina Sofía, Madrid